# 금지된 장난 (영화)
금지된 장난(일본어: 禁じられた遊び, The Forbidden Play)은 일본에서 제작된 나카타 히데오 감독의 2023년 공포 영화이다. 하시모토 칸나 등이 주연으로 출연하였다.

## 출연

### 주연
- 하시모토 칸나 - 쿠라사와 히로코 역
- 시게오카 다이키 - 이하라 나오토 역

### 조연
- 홋타 마유 - 히라오카 마야 역
- 쿠라 유키 - 카시와바라 료지 역
- 이즈카 켄타 - 쿠로사키 쿠니아키 역
- 니이로 신야 - 카와사키 역
- 메구미 - 노다 슈코 역
- 시미즈 미치코 - 무라타 사치 역
- 스와 타로 - 사치의 남편 역
- 하세가와 시노부 - 다이몬 켄신 역
- 퍼스트 서머 우이카 - 이하라 미유키 역

## 기타
- 수입사:  도키엔터테인먼트